# 巴特南莱米讷
巴特南莱米讷（法語：Battenans-les-Mines，法語發音：[batnɑ̃ le min]）是法国杜省的一个市镇，属于贝桑松区。

## 地理
巴特南莱米讷（47°24'35"N, 6°16'7"E）面积2.78 平方千米，位于法国勃艮第-弗朗什-孔泰大區杜省，该省份为法国东部内陆省份，北起上索恩省，西接汝拉省，东部及东南部与瑞士接壤，东北部与贝尔福地区省接壤。
与巴特南莱米讷接壤的市镇（或旧市镇、城区）包括：阿维莱、鲁日蒙托、塔朗、图尔南、拉布勒特尼耶尔。

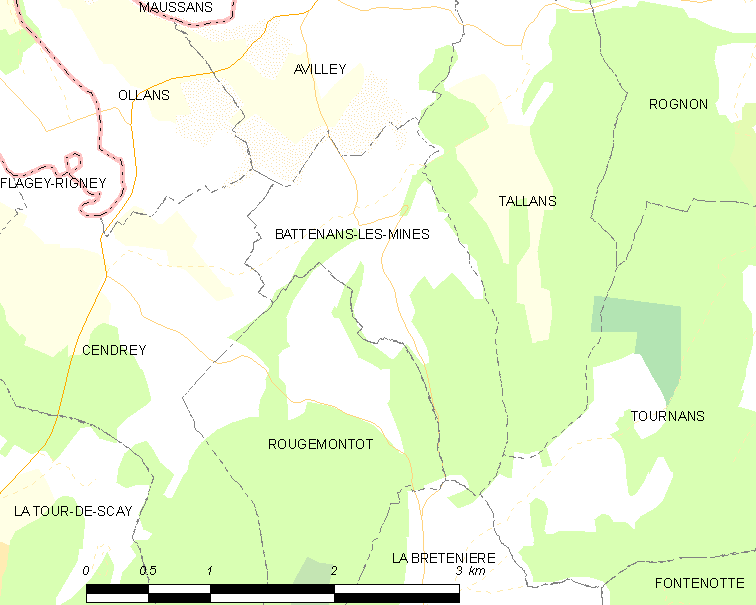
巴特南莱米讷的OSM定位图

巴特南莱米讷的时区为UTC+01:00、UTC+02:00（夏令时）。

## 行政
巴特南莱米讷的邮政编码为25640，INSEE市镇编码为25045。

## 政治
巴特南莱米讷所属的省级选区为博姆莱达姆县。

## 人口

1962-2008年间巴特南莱米讷人口变化图示

巴特南莱米讷于2022年1月1日时的人口数量为42人。